# 펩시 원
펩시 원(영어: Pepsi One), 기업적으로는 PEPSI ONE으로 불리며 (8액량 온스 [230ml] 제공량당 1칼로리를 함유하여 그렇게 명명됨), 일반 펩시와 다이어트 펩시의 대안으로 펩시코가 미국에서 판매했던 무설탕 콜라였다.

## 역사
1998년 6월 30일, 인공 감미료인 아세설팜 칼륨 (Ace-K)이 미국 식품의약국으로부터 사용 승인을 받았다. 펩시코는 한 시간 내에 펩시 원 출시를 발표했고 (그 해 10월에 매장 진열대에 도착했다). 원래의 제형은 아스파탐과 아세설팜 칼륨으로 단맛을 냈다. 이 새로운 종류는 이전에 다른 나라에서 판매되던 펩시 맥스라는 제품을 기반으로 했지만, 미국 시장을 위해 특별히 개발된 제형과 맛 프로필을 특징으로 했다.
펩시 원의 출시는 "단 한 칼로리"라는 슬로건을 내세운 광고 캠페인을 포함했다. 이어서 코미디언 톰 그린이 1999년 4월부터 방영되기 시작한 일련의 텔레비전 광고에서 대변인으로 출연했다.
2012년 이전까지 펩시 원은 2003년부터 2008년까지 사용된 옛 로고를 포함한 마지막 펩시 변형이었고, 다른 모든 펩시 변형은 2008년 후반부터 사용된 현재 로고를 사용하고 있었다. 현재 로고를 사용하지 않는 유일한 펩시 제품은 의도적으로 레트로 포장을 사용한 펩시 스로우백이었다. 그러나 펩시 원의 로고는 나중에 다른 맛과 일치하도록 현재 로고로 현대화되었다.
2005년 3월 21일, 펩시-콜라 북미는 완전한 콜라 맛을 내기 위해 새롭게 재구성된 펩시 원에 수크랄로스를 첨가하기 시작할 것이라고 발표했다.
2014년 1월, 컨슈머 리포트 잡지는 미국 내 다양한 음료에서 잠재적 발암 물질인 4-메틸이미다졸 (4-MeI) – 의 수치를 테스트했으며, 펩시 원이 경고 라벨 없이 캘리포니아 법안 65의 일일 허용량인 캔 또는 병당 29마이크로그램을 초과하는 화학 물질을 함유한 두 가지 음료 중 하나임을 발견했다.
2015년 중반, 자매 제품인 다이어트 펩시가 아스파탐 대신 수크랄로스와 Ace-K를 감미료로 사용하도록 변경된 후, 펩시 원은 단종되었다. 펩시코는 웹사이트에 "펩시 원은 단종되었습니다. 우리는 효율성을 찾기 위해 정기적으로 제품 포트폴리오를 평가하며, 펩시 원을 시장에서 철수하기로 결정했습니다. 펩시 원은 유통량이 매우 제한적이며 2015년 초까지 시장에서 사라질 것이며, 일부 시장에서는 이미 제품 재고가 소진되었습니다."라고 썼다.
카페인 함량은 12 미국 온스 (161 mg/L) 제공량당 57.1 mg이었다.

## 유사점
1964년 출시부터 1991년까지 다이어트 펩시 역시 1회 제공량당 1칼로리라고 광고되었다.

## 경주
2010년 4월 7일, 어윈데일의 토요타 스피드웨이는 펩시 원이 트랙의 최고 부문인 슈퍼 레이트 모델의 타이틀 스폰서가 될 것이라고 발표했다. 이 시리즈는 NASCAR 펩시 원 슈퍼 레이트 모델스라고 불렸다.

## 같이 보기
- 펩시 종류 목록

## 더 읽어보기
- Kotabe, M.; Helsen, K. (2004). 《Global Marketing Management》. John Wiley & Sons. ISBN 0-471-23062-6.
- “Caffeine Content”. American Beverage Association. 2004년 12월 30일에 원본 문서에서 보존된 문서. 2006년 6월 19일에 확인함.